# Herbert Widman
Johan Herbert Widman, född 23 januari 1861 i Uppsala, död 21 oktober 1925 på Stora Sköndal, var en svensk präst och socialarbetare.
Herbert Widman var son till disponenten för Erlangens bayerska bryggeriaktiebolag Karl Johan Widman och Maria Kristina Pettersson samt bror till Oskar Widman. Han avlade mogenhetsexamen i Uppsala 1880 men fördröjdes senare i studierna av sjuklighet. Han avlade teoretisk och praktisk teologisk examen samt prästvigdes 1889. Efter tjänstgöring i några prästbefattningar fann han sin egentliga livsuppgift, då han 1898 deltog i en sammankomst i Gävle, där Svenska diakonsällskapet bildades och han själv valdes till föreståndare för det planerade diakonhemmet, Svenska diakonanstalten, som öppnades på Nynäs utanför Gävle. I samarbete med sällskapets ordförande Nils Lövgren planerade och genomförde han diakonerna utbildning. Han bidrog kraftigt till hemmets förflyttning till Stockholms närhet, där Stora Sköndal inköptes 1904. 1905 flyttades anstalten dit och stod under Widmans ledning till hösten 1915, då han avgick. Widman lade särskilt vikt vid diakonelevernas personliga fostran och gav dem ett manande föredöme i redbarhet och arbetslust. 1915–1920 var han tillförordnad kyrkoherde i Frösthult och Härnevi i Uppland. Widman var från 1912 ordförande i styrelsen för Svenska diakonsällskapets egnahems- och förlagsaktiebolag. Han redigerade 1898–1915 tidskriften Diakonen.